# Atletiek op de Olympische Zomerspelen 2020 – Verspringen vrouwen
Het verspringen voor vrouwen  op de Olympische Zomerspelen 2020 vond plaats op zondag 1 en dinsdag 3 augustus in het  Olympisch Stadion. 

## Records
Voorafgaand aan het toernooi waren dit het wereldrecord en het olympisch record.
| Wereldrecord     | Galina Tsjistjakova  | 7,52 m | Leningrad | 11 juni 1988      |
| Olympisch record | Jackie Joyner-Kersee | 7,40 m | Seoul     | 29 september 1988 |

## Resultaten

### Kwalificatieronde
Kwalificatieregels: behalen van de kwalificatiestandaard van 6,75 (Q), of deel uitmaken van de 12 bestpresterende atleten (q).
| Rang | Groep | Atleet                      | Land | 1    | 2    | 3    | Resultaat | Bijz. |
| ---- | ----- | --------------------------- | ---- | ---- | ---- | ---- | --------- | ----- |
| 1    | B     | Ivana Španović              | SRB  | x    | 7,00 |      | 7,00      | Q, SB |
| 2    | B     | Malaika Mihambo             | GER  | 6,64 | 6,56 | 6,98 | 6,98      | Q, SB |
| 3    | A     | Brittney Reese              | USA  | 6,52 | 6,86 |      | 6,86      | Q     |
| 4    | A     | Tara Davis                  | USA  | 6,85 |      |      | 6,85      | Q     |
| 5    | B     | Chantel Malone              | IVB  | x    | 6,44 | 6,82 | 6,82      | Q     |
| 6    | B     | Ese Brume                   | NGR  | 6,68 | 6,55 | 6,76 | 6,76      | Q     |
| 7    | A     | Khaddi Sagnia               | SWE  | 6,76 |      |      | 6,76      | Q     |
| 8    | A     | Abigail Irozuru             | GBR  | 6,39 | 6,65 | 6,75 | 6,75      | Q, SB |
| 9    | A     | Tyra Gittens                | TTO  | 6,12 | 6,72 | 6,34 | 6,72      | q     |
| 10   | A     | Maryna Bech-Romantsjoek     | UKR  | 6,71 | x    | x    | 6,71      | q     |
| 11   | A     | Jazmin Sawyers              | GBR  | 6,55 | x    | 6,62 | 6,62      | q     |
| 12   | A     | Brooke Stratton             | AUS  | 6,60 | 6,44 | 6,32 | 6,60      | q     |
| 13   | B     | Quanesha Burks              | USA  | 6,04 | 6,56 | 6,18 | 6,56      |       |
| 14   | B     | Nastassia Mironchyk-Ivanova | BLR  | 6,21 | 6,39 | 6,55 | 6,55      |       |
| 15   | A     | Maryse Luzolo               | GER  | 6,54 | x    | 6,38 | 6,54      |       |
| 16   | B     | Anasztázia Nguyen           | HUN  | x    | 6,52 | x    | 6,52      |       |
| 17   | A     | Alina Rotaru                | ROU  | 6,46 | 6,47 | 6,51 | 6,51      |       |
| 18   | B     | Eliane Martins              | BRA  | x    | 6,43 | 6,38 | 6,43      |       |
| 19   | A     | Rellie Kaputin              | PNG  | x    | 6,30 | 6,40 | 6,40      |       |
| 20   | B     | Florentina Iusco            | ROU  | 6,19 | x    | 6,36 | 6,36      |       |
| 21   | B     | Fátima Diame                | ESP  | x    | 6,27 | 6,32 | 6,32      |       |
| 22   | A     | Christabel Nettey           | CAN  | 6,18 | 6,23 | 6,29 | 6,29      |       |
| 23   | B     | Yanis David                 | FRA  | 6,27 | 6,10 | 6,26 | 6,27      |       |
| 24   | A     | Chanice Porter              | JAM  | x    | 6,13 | 6,22 | 6,22      |       |
| 25   | B     | Tissanna Hickling           | JAM  | 6,17 | x    | 6,19 | 6,19      |       |
| 26   | B     | Darya Reznichenko           | UZB  | 5,92 | 5,94 | 6,19 | 6,19      |       |
| 27   | A     | Nathalee Aranda             | PAN  | 5,98 | 6,12 | x    | 6,12      |       |
| 28   | B     | Lorraine Ugen               | GBR  | 6,05 | x    | x    | 6,05      |       |
| –    | B     | Ksenija Balta               | EST  | x    | –    | –    | NM        |       |
| –    | A     | Darja Klisjina              | ROC  | x    | x    | x    | NM        |       |

### Finale
| Rang   | Atleet                  | Land | #1   | #2   | #3   | #4   | #5   | #6   | Resultaat | Bijz. |
| ------ | ----------------------- | ---- | ---- | ---- | ---- | ---- | ---- | ---- | --------- | ----- |
| Goud   | Malaika Mihambo         | GER  | 6,83 | 6,95 | 6,78 | x    | x    | 7,00 | 7,00      | SB    |
| Zilver | Brittney Reese          | USA  | 6,60 | 6,81 | 6,97 | 6,87 | 6,95 | 6,84 | 6,97      |       |
| Brons  | Ese Brume               | NGR  | 6,97 | 6,67 | x    | 6,88 | x    | 6,90 | 6,97      |       |
| 4      | Ivana Španović          | SRB  | 6,71 | 6,91 | 6,84 | x    | 6,63 | 6,72 | 6,91      |       |
| 5      | Maryna Bech-Romantsjoek | UKR  | x    | x    | 6,88 | x    | x    | x    | 6,88      |       |
| 6      | Tara Davis              | USA  | 6,62 | 6,67 | 6,81 | 6,84 | 6,83 | 6,71 | 6,84      |       |
| 7      | Brooke Stratton         | AUS  | x    | 6,52 | 6,83 | 6,24 | 6,62 | x    | 6,83      |       |
| 8      | Jazmin Sawyers          | GBR  | x    | 6,80 | 6,53 | 6,74 | x    | x    | 6,80      |       |
| 9      | Khaddi Sagnia           | SWE  | 6,58 | 6,67 | 6,58 |      |      |      | 6,67      |       |
| 10     | Tyra Gittens            | TTO  | 6,30 | 6,60 | 6,53 |      |      |      | 6,60      |       |
| 11     | Abigail Irozuru         | GBR  | x    | 6,51 | 6,27 |      |      |      | 6,51      |       |
| 12     | Chantel Malone          | IVB  | 6,50 | 4,73 | 6,48 |      |      |      | 6,50      |       |

1948: Olga Gyarmati ·
1952: Yvette Williams ·
1956: Elżbieta Krzesińska ·
1960: Vera Krepkina ·
1964: Mary Rand ·
1968: Viorica Viscopoleanu ·
1972: Heide Rosendahl ·
1976: Angela Voigt ·
1980: Tatjana Kolpakova ·
1984: Anișoara Cușmir-Stanciu ·
1988: Jackie Joyner-Kersee ·
1992: Heike Drechsler ·
1996: Chioma Ajunwa ·
2000: Heike Drechsler ·
2004: Tatjana Lebedeva ·
2008: Maurren Maggi ·
2012: Brittney Reese ·
2016: Tianna Bartoletta ·
2020: Malaika Mihambo ·
2024: Tara Davis-Woodhall